# Antonio Pappalardo
Pour les articles homonymes, voir Pappalardo.
 (juin 2021).
Si vous disposez d'ouvrages ou d'articles de référence ou si vous connaissez des sites web de qualité traitant du thème abordé ici, merci de compléter l'article en donnant les références utiles à sa vérifiabilité et en les liant à la section « Notes et références ».
Antonio Pappalardo (né le 25 juin 1946 à Palerme) est un homme politique et ancien carabinier italien. En congé depuis 2006 avec le grade de général de brigade, il est président du COCER (it) des carabiniers de 1988 à 1991. Entre 1992 et 1994, il est député de la onzième législature et, pendant quelques jours, sous-secrétaire d'État aux finances dans le gouvernement Ciampi. Il préside le comité des 12 sages du Movimento Liberazione Italia. 
En 2019, il a participé à la fondation des Gilets orange (en italien : Gilet Arancioni),.
Un mouvement politique, avec lequel il s'est présenté aux élections régionales en Ombrie ; la liste a obtenu 587 voix (soit 0,13 %) sans être élue. En décembre 2020, les Gilets orange ont rejoint la coalition Italia Libera avec le parti néo-fasciste Forza Nuova.

## LeMovimento Liberazione Italia
Depuis 2016, Pappalardo est président du comité des 12 sages fondateurs du mouvement politique Movimento Liberazione Italia, qui fait référence au Movimento dei Forconi et qui vise à redonner le pouvoir au peuple souverain en le retirant du Parlement, considéré comme abusif.